# Tengeri
Tengeri là một thị trấn thuộc hạt Baranya, Hungary. Thị trấn này có diện tích 4,46 km², dân số năm 2010 là 47 người, mật độ 11 người/km².